# Het lucifersmeisje
Het lucifersmeisje is de Nederlandse titel van de opera in een akte Den lille pige med svovlsikkerne, een compositie van de Deense componist August Enna.
Enna gebruikte daarbij een libretto van Ove Rode naar het sprookje Het meisje met de zwavelstokjes van Hans Christian Andersen. Enna schreef de opera voor een kleine bezetting (twee solisten) met het oog op mogelijke uitvoeringen in de kleinere plaatselijke zalen in Denemarken. De première vond desalniettemin plaats in het vrij grote Casino Teater in Kopenhagen met als soliste Marie Jensen. Vanaf die dag, 13 november 1897, bleef het vrij populair, zeker toen de tekst vertaald werd naar het Engels en Duits waardoor de opera internationale bekendheid kreeg in Engeland en Duitsland (Das Streichholzmädel). Pas na veertig jaar bereikte de opera het "echte operapubliek" van Det Kongelige Teater; toen was de titelrol voor Edith Oldrup. In de opera verwerkte Enna het in Denemarken bekende kinderliedje Den unge frue ("Pandeben, godt det gror").
De Nederlandse vertaling werd gemaakt door Elise Poons-van Biene voor De Nederlandsche Opera van Cornelis van der Linden. Die voerde het werk enkele keren uit vanaf 19 januari 1900 met de jonge sopraan Truus Urlus/Truus Blom Urlus in de hoofdrol. De recensent van het Algemeen Handelsblad vond de dag na de première de stem van de talentvolle Urlus nog te breekbaar ten opzichte van de stevige orkestratie van Enna. Het publiek was het duidelijk niet eens met de recensent: ze lieten de soliste vier keer terugkeren op het podium. Daniël de Lange was in de krant Nieuws van den Dag milder gestemd. Een aantal dagen daarna was de opera te zien in de Rotterdamse Schouwburg. Enna was destijds populair bij De Nederlandsche Opera en zijn opera's werden regelmatig in Nederland uitgevoerd.